# Penthimia testacea
Penthimia testacea är en insektsart som beskrevs av Kuoh 1991. Penthimia testacea ingår i släktet Penthimia och familjen dvärgstritar. Inga underarter finns listade i Catalogue of Life.